# Kulin (Zarzeczewo)
Kulin – część wsi Zarzeczewo w Polsce, położona w województwie kujawsko-pomorskim, w powiecie włocławskim, w gminie Fabianki.
W latach 1975–1998 Kulin administracyjnie należał do województwa włocławskiego.